# Legközelebb
A "Legközelebb" (Next) a Született feleségek (Desperate Housewives) című amerikai filmsorozat huszonnegyedik epizódja. Az Amerikai Egyesült Államokban először az ABC (American Broadcasting Company) adó sugározta 2005. szeptember 25-én.

## Mellékszereplők
- Jesse Metcalfe - John Rowland
- Joely Fisher - Nina Fletcher
- Currie Graham - Ed Ferrara
- Andy Umberger - Romslo ellenőr
- Dakin Matthews - Sikes tiszteletes
- Shirley Knight - Phyllis Van De Kamp
- Charlie Babcock - Stu
- Nikki Braendlin - Recepciós
- Pat Crawford Brown - Ida Greenberg

## Mary Alice epizódzáró monológja
- A narrátor, Mary Alice monológja az epizód végén így hangzik (a magyar változat alapján):

"Egy év telt el az öngyilkosságom óta, és sok minden megváltozott a Lila Akác közben. Új virágok, új házak és új szomszédok jöttek. Olyanok, akik mellett bárki szíves-örömest ellakna."

## Érdekesség
- A Legközelebb a sorozat második évadának nyitóepizódja.

## Epizódcímek szerte a világban
- Angol: Next (Következő)
- Francia: Nouvelles fleurs, nouvelles maisons et… nouveaux voisins  (Új virágok, új házak és… új szomszédok)
- Spanyol: La historia continua (A történet megy tovább)
- Német: Das Leben geht weiter (Az élet megy tovább)